# Oikos (Zeitschrift)
Oikos ist eine internationale Fachzeitschrift für Ökologie mit einem Peer-Review-Verfahren.
Die Nordic Society Oikos gibt die Zeitschrift heraus und der Impact Factor beträgt 3,9. Sie belegt Platz 49 von 706 Fachzeitschriften. Die Zeitschrift publiziert ökologische Studien, hat aber auch einen Fokus auf Syntheseartikel.